# Campionato italiano a squadre di calcio da tavolo 1988-1989 FICT
Al  campionato italiano di calcio da tavolo a squadre 1988-1989 F.I.C.T. parteciparono 19 squadre suddivise in 4 gironi che qualificavano le prime 3 ; la fase finale  fu organizzata a Castiglion del Lago.

## Risultati

### Prima fase

#### Girone A
- Sai Torino - Miriki Valsangone 5-0
- Marassi Genova - Bottini Genova 2-3
- Sai Torino - Marassi Genova 5-0
- Miriki Valsangone - National Genova 2-3
- National Genova - Sai Torino 0-3
- Miriki Valsangone - Bottini Genova 1-4
- Bottini Genova - Sai Torino 0-5
- National Genova - Marassi Genova 3-1
- Marassi Genova - Miriki Valsangone 2-3
- Bottini Genova - National Genova 4-1

#### Girone B
- Warriors Torino - Libertas Tarvisio 2-1
- Rangers Torino - Orange Trento 1-4
- Libertas Tarvisio - Orange Trento 2-3
- Trieste - Rangers Torino 5-0
- Rangers Torino - Lib. Tarvisio 1-4
- Trieste - Warriors Torino 5-0 (forfait)
- Libertas Tarvisio - Trieste 5-0
- Orange Trento - Warriorsi Torino 5-0 (forfait)
- Orange Trento - Trieste 2-1
- Warriors Torino - Rangers Torino 5-0

#### Girone C
- Ternana - Urbino 4-1
- Csen Bologna - Peter Pan Reggio E. 2-2
- Ternana - Csen Bologna 3-1
- Urbino - Eagles Mestre 1-4
- Urbino - Peter Pan Reggio E. 0-5
- Peter Pan Reggio E. - Ternana 2-3
- Eagles Mestre - Csen Bologna 1-1
- Csen Bologna - Urbino 5-0
- Peter Pan Reggio E. - Eagles Mestre 2-1
- Eagles Mestre-Ternana 1-4

#### Girone D
- Chicolandia Chieti - Adriatico Pescara 0-4
- Latte Soresina Catanzaro  - Il Quadrifoglio Bari 1-4
- Chicolandia Chieti - Latte Soresina Catanzaro 5-0
- Il Quadrifoglio Bari - Adriatico Pescara 3-1
- Adriatico Pescara - Latte Soresina Catanzaro 5-0
- Il Quadrifoglio Bari - Chicolandia Chieti 3-1

### Ottavi di Finale
- National Genova - Libertas Tarvisio 3-1
- Adriatico Pescara - CSEN Bologna 4-1
- Bottini Genova - Trieste 5-0 (forfait)
- Peter Pan Reggio Emilia - Chicolandia Chieti n.d.

### Quarti di Finale
- Sai Torino - National Genova 5-0
- Ternana - Adriatico Pescara 2-0
- Orange Trento - Bottini Genova 2-3 (dopo spareggio)
- Il Quadrifoglio  Bari - ****** (forfait)

### Semifinali
- Sai Torino - Ternana 4-0 (andata), 2-3 (ritorno)
- Il Quadrifoglio  Bari - Bottini Genova 4-1 (andata), 1-2 (ritorno)

### Finale
|  | Il Quadrifoglio Bari | Sai Torino | 3-1 |
|  | -------------------- | ---------- | --- |
|  | Berardino            | Bianco     | 2-2 |
|  | Perrino E.           | Quilico    | 2-1 |
|  | Perrino A.           | Dorato     | 2-3 |
|  | Perrino E.           | Bianco     | 2-1 |
|  | Berardino            | Quilico    | 2-1 |